# 冠状面
冠状面或称额面（frontal plane），为左右方向将人体纵切为前后（腹背）两部分的断面（section）。